# 고치 유나이티드 SC
고치 유나이티드 SC(일본어: 高知ユナイテッドスポーツクラブ)는 일본 고치현의 고치를 연고로 하는 축구 클럽으로 현재 J3리그에 소속되어 있다.

## 선수 명단

### 현역
참고: FIFA 자격 규정에 따라 소속된 국가대표팀 국기를 표시합니다. 선수는 복수의 FIFA 비회원국 국적을 가지고 있을 수 있습니다.
| 번호 | 포지션 | 국적 | 이름        |
| ---- | ------ | ---- | ----------- |
| 5    | DF     |      | 다나베 요타 |
| 15   | MF     |      | 우다 코시로 |

| 번호 | 포지션 | 국적 | 이름 |
| ---- | ------ | ---- | ---- |